# Caritas Biskupske konferencije Bosne i Hercegovine
Caritas Biskupske konferencije Bosne i Hercegovine je pastoralna ustanova Katoličke Crkve koja promiče i svjedoči kršćansku ljubav. Osnovana je radi promicanja djelotvorne kršćanske ljubavi kroz pružanje potpore Caritasovim ustanovama u BiH, poticanje javnosti na karitativni rad i solidarnost te suradnju s vladinim ustanovama, nevladinim organizacijama i mrežom Caritasa u BiH i inozemstvu. Osnova Caritasovog rada zasnovana je na Starom zavjetu kao životu Isusa Krista. Caritas je legalna insititucija koja djeluje unutar civilnog društva i Crkve u skladu s Kanonskim i civilnim zakonima Bosne i Hercegovine. Caritas Bosne i Hercegovine je punopravna članica Caritasa Europa i mreže Caritasa Internacionalis. Poštuje načelo subsidijarnosti, solidarnosti i autonomije Caritasa u biskupijama. Koordinira rad biskupijskih Caritasa, posebice programe koje imaju misijski značaj, prikuplja informacije o radu na projektima, potrebama biskupijskih Caritasa, analizira i prezentira rezultate donatorima i javnosti, predstavlja biskupijske Caritase na pitanjima od općeg značaja, u državi i crkvenim insttucijama, u zemlji i izvan zemlje, promiče suradnju s međunarodnim i nacionalnim Caritasima kao i drugim humanitarnim organizacijama u zemlji i izvan zemlje, potiče javnost na humanitarni rad i suradnju, promiče odgoj i izobrazbu djelatnika prema potrebama u Caritasima te pruža potporu biskupijskim Caritasima u njihovim potrebama kao i uspješno organiziranje djelatnika i njihovog rada. Vizija je društvo u čijem se središtu nalazi čovjek, u svim svojim dimenzijama, i u kojem, u duhu Evanđelja Isusa Krista, vlada civilizacija ljubavi u istini i socijalna pravda. Strateški je plan razviti kapacitete Caritasa, poboljšati kvalitetu života starih i bolesnih osoba, poboljšati kvalitetu obiteljskog života, prezentirati Caritas u BiH široj javnosti, osigurati primjerenu pomoć osobama u kriznim situacijama i promovirati proces izgradnje mira unutar lokalnih NVO.
Predsjednik Caritasa BK BiH je kardinal i mitropolit vrhbosanski Vinko Puljić, ravnatelj je mons. Tomo Knežević. U upravnom vijeću su mons. Marko Semren, pomoćni biskup i generalni vikar Banjolučke biskupije, mons. Željko Majić, generalni vikar mostarsko-duvanjske i trebinjsko-mrkanske biskupije, mons. Željko Čuturić, generalni vikar Vojnog ordinarijata u BiH, mons. Tomo Knežević, ravnatelj Caritasa BiH, mons. Miljenko Aničić, ravnatelj Caritasa Banjolučke biskupije, don Ante Komadina, ravnatelj Caritasa Mostar-Duvno i Trebinje-Mrkan i vlč. Mirko Šimić, ravnatelj Caritasa Vrhbosanske nadbiskupije. U nadzornom odboru su mons. dr. Tomo Vukšić, biskup vojni ordinarij u BiH, i članovi Anton Martinović, Sarajevo, Stiepo Andrijić, Sarajevo, vlč. Nikola Lovrić, Turbe, preč. Pero Ivan Grgić, Banja Luka i don Ivan Štironja, Sarajevo.

## Vanjske poveznice
- Statut Caritasa  Arhivirana inačica izvorne stranice od 10. rujna 2018. (Wayback Machine)